# Rex Sellers
Rex Samuel Sellers (Nelson, 11 november 1950) is een Nieuw-Zeelands zeiler.
Sellers was geselecteerd om deel te nemen aan de Olympische Zomerspelen 1980 in Moskou maar nam niet deel omdat Nieuw-Zeeland deze spelen boycotte.
Sellers won samen met Chris Timms de gouden medaille in de Tornado tijdens de Olympische Zomerspelen 1984. Vier jaar later won Sellers en Timms de zilveren medaille in Seoel. Sellers nam nog tweemaal deel aan de spelen maar zonder Timms aan zijn zijde en eindigde als vierde en vijftiende.

## Olympische Zomerspelen
| Jaar | Plaats      | Resultaten  |
| ---- | ----------- | ----------- |
| 1984 | Los Angeles | tornado     |
| 1988 | Seoel       | tornado     |
| 1992 | Barcelona   | 4e tornado  |
| 1996 | Atlanta     | 15e tornado |